# エチルバニリン
エチルバニリン（英: ethyl vanillin）は、化学式C9H10O3で表される有機化合物であり、バニロイド類の一種。天然には存在が確認されていない合成香料の一つ。

## 用途
バニリンと同様に菓子やアイスクリーム等のフレーバーとして広く用いられる。バニリンと併用されることもあるが、バニリンに比べ着色性が低いため、変色を嫌う製品については代替品として使用される。香気はバニリンの2 - 2.5倍ほどであり、最終製品に対する使用量は20 - 250ppmほどである。
フレグランスの原料としても使用されている。ジャック・ゲランが調合した香水「シャリマー」(1921年)は、当時新素材であったエチルバニリンを大胆に使用したことで有名である。

## 合成
天然には存在しない物質であり、下記の手法により合成される。
1. カテコールのエチル化。
2. グリオキシル酸を加え、マンデル酸誘導体とする。
3. 酸化。
4. さらに脱炭酸によりエチルバニリンが得られる。

## 安全性
半数致死量（LD50）は、ラットへの経口投与で2g/kg以上。